# Gra o miłość (film 1999)
Gra o miłość – amerykański film fabularny z 1999 roku w reżyserii Sama Raimiego.

## Fabuła
Utytułowany sportowiec Billy Chapel nie może pogodzić się z tym, że jego sukcesy powoli zaczynają odchodzić w zapomnienie, a w dodatku opuszcza go żona. Billy walczy o powrót do czasów swojej chwały.

## Obsada
- Kevin Costner jako Billy Chapel
- Kelly Preston jako Jane Aubrey
- John C. Reilly jako Gus Sinski
- Jena Malone jako Heather
- J.K. Simmons jako Frank Perry
- Carmine Giovinazzo jako Ken Strout
- Vin Scully jako on sam

i inni